# Syrjäjärvi (sjö i Perho, Mellersta Österbotten)
Syrjäjärvi eller Syriäjärvi är en sjö i Finland. Den ligger i kommunen Perho i landskapet Mellersta Österbotten, i den centrala delen av landet, 300 km norr om huvudstaden Helsingfors. Syrjäjärvi ligger 182 meter över havet. Arean är 52,5 hektar och strandlinjen är 5,36 kilometer lång. Sjön  ingår i Perho å huvudavrinningsområde.   I omgivningarna runt Syrjäjärvi växer i huvudsak blandskog.